# Mondina

Gruppo di mondine in risaia, anni '50

La mondina (dal verbo "mondare", pulire) era una lavoratrice stagionale nelle risaie.

## Descrizione
Il lavoro si svolgeva durante il periodo di allagamento dei campi (fine aprile-inizio giugno) per proteggere le delicate piantine del riso dallo sbalzo termico tra il giorno e la notte, durante le prime fasi del loro sviluppo; consisteva nel trapianto in risaia delle piantine ("trapiantè", in piemontese) e nella monda (mundè).

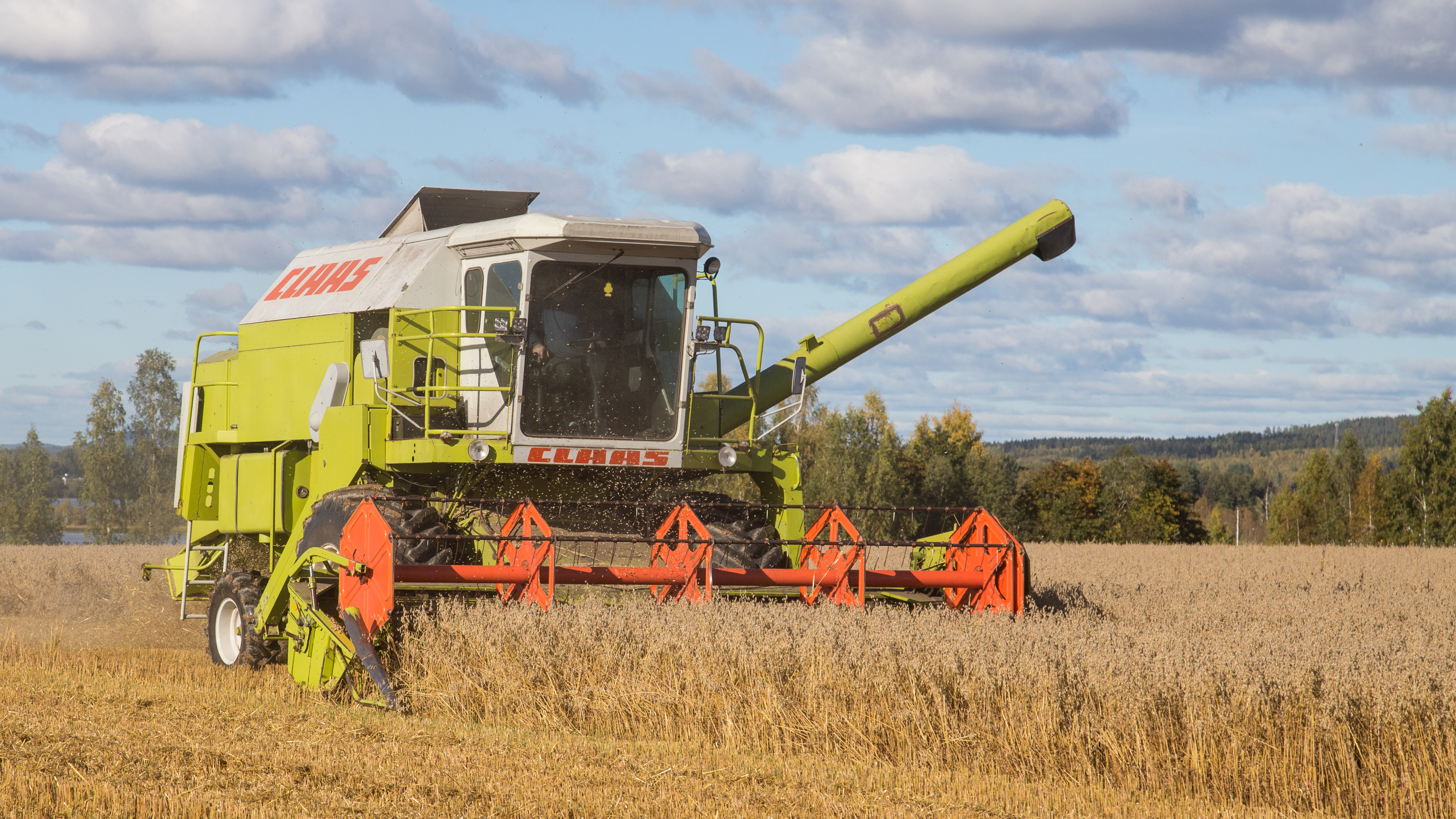
Una moderna mietitrebbiatrice al lavoro: questa gigantesca macchina agricola serve per mietere e trebbiare i raccolti non sostituendo quindi il lavoro che fu svolto dalle mondine: la loro funzione stagionale riguardava il pulire il riso dalle erbacce infestanti

A Livorno Ferraris, nel vercellese è stato allestito, nella tenuta Colombara, nei cui pressi il riso fu introdotto nel 1400, il "Museo delle Mondine" nato soprattutto con la volontà di preservare la storia e la cultura di quello che fu questo mondo, oggigiorno totalmente scomparso, per farlo conoscere alle nuove generazioni come ricordo storico e come omaggio a questa categoria di lavoratrici delle risaie che hanno segnato un'epoca e contribuito (col rispetto per la terra a costi di sacrifici incredibili) alla crescita (tutte insieme) dell'economia italiana del passato. Il museo ospita letti, lenzuola, attrezzature, abiti, scarpe, bici realmente usati dalle mondine che fortunatamente furono conservate e trovate nelle varie cascine e collezioni anche ereditate da parte di privati.

## La monda

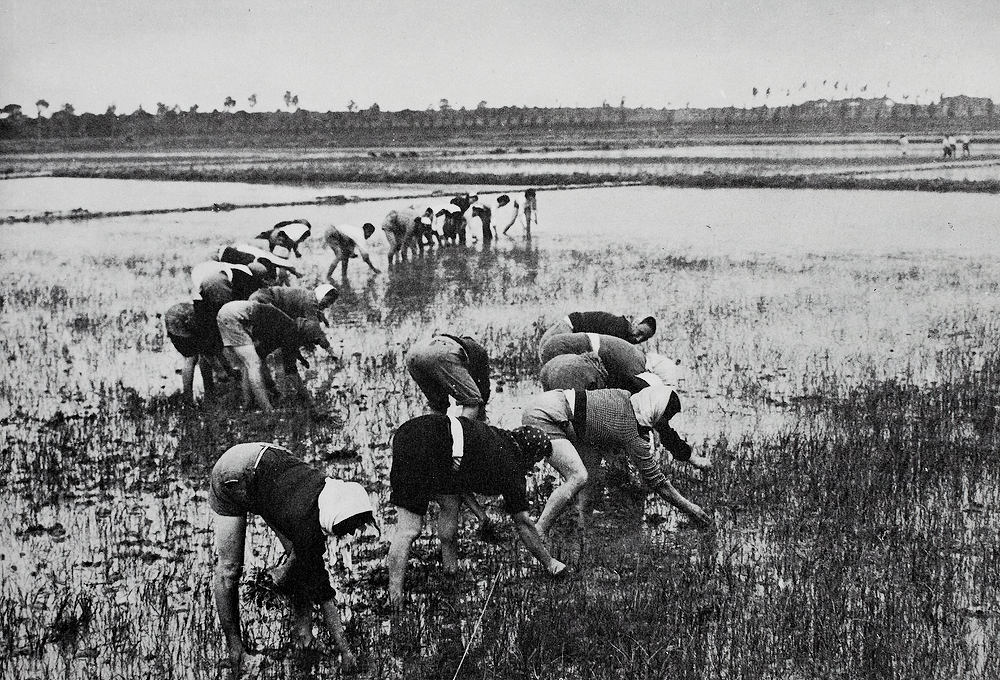
Gruppo di mondine al lavoro in risaia

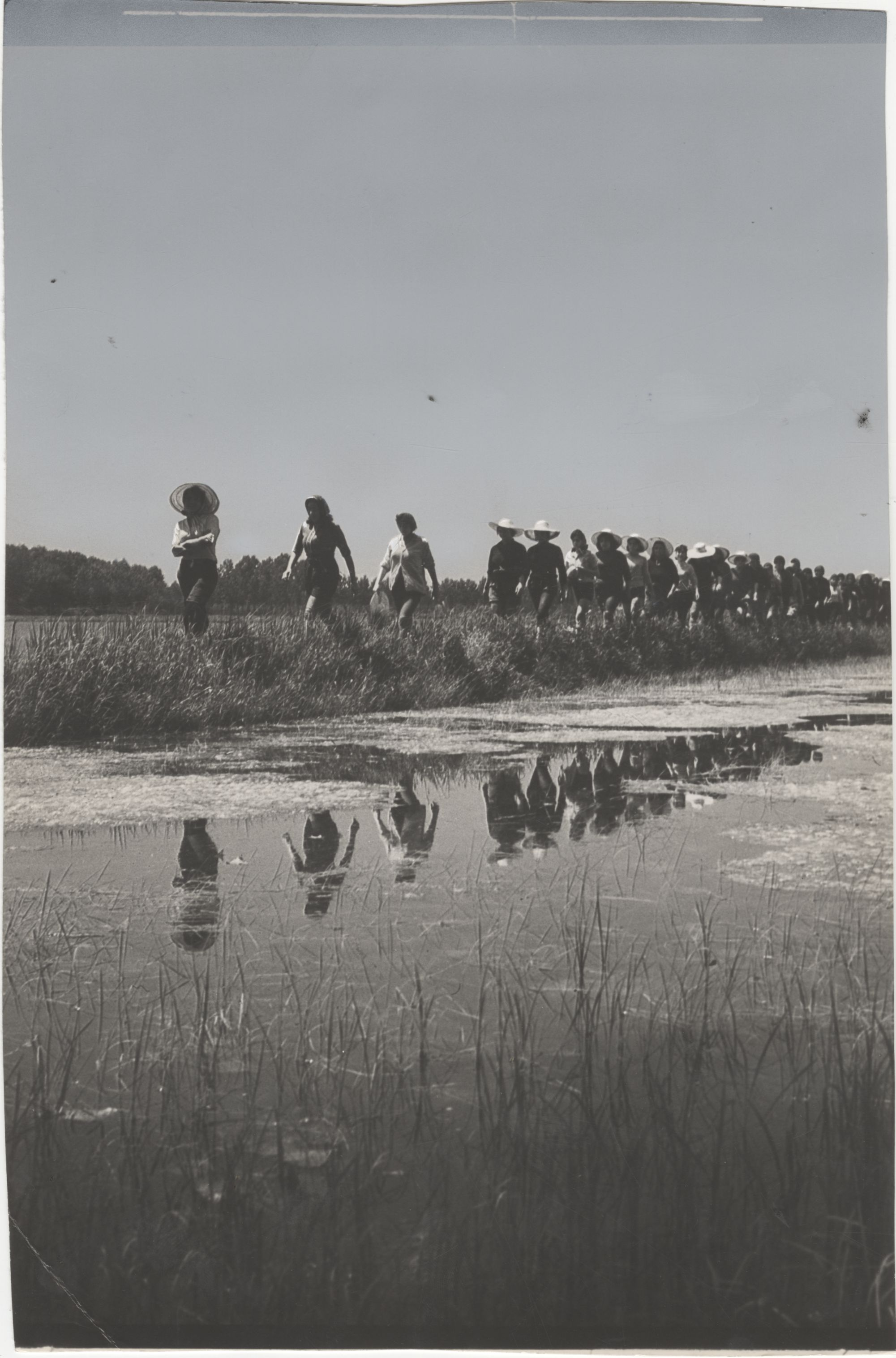
Mondine che si recano in risaia nel 1966

Il lavoro della monda, molto diffuso nell'Italia settentrionale tra la fine del XIX secolo e la prima metà del XX secolo, consisteva nello stare per intere giornate con l'acqua fino alle ginocchia a piedi nudi e con la schiena curva per togliere le erbacce infestanti che crescevano nelle risaie e che disturbavano la crescita delle piantine di riso.
Si trattava di un lavoro molto faticoso, praticato da persone di bassa estrazione sociale (soprattutto donne), provenienti in genere dall'Emilia-Romagna, dal Veneto e dalla Lombardia, che prestavano la propria opera nelle risaie delle province di Vercelli, Novara e Pavia. Nelle risaie di Molinella erano sorte già verso il 1883 (poi esplose dal 1900) rivendicazioni di mondine per la richiesta di migliori condizioni di vita.
Il numero massimo di mondine presenti nelle risaie del novarese raggiunse circa i 25.000 nel periodo di massimo impiego, ma già alla fine degli anni sessanta, «in seguito al processo di modernizzazione dell'agricoltura, si ridusse a 2 mila, per lo più meridionali». Nel corsivo di Fortebraccio su l'Unità di giovedì 12 giugno 1969, erano riportate alcune frasi da La Stampa che davano un quadro della nuova situazione: «Quasi tutte sono al loro secondo anno di Monda e, hanno tenuto a sottolinearlo, lo fanno volentieri.  "Con un mese di lavoro ci portiamo a casa dalle cento alle centoventimila lire che, per noi nel Meridione, non sono poche" ».
L'abbigliamento consisteva in:
- calze di cotone e fazzoletto tirato sul viso, a protezione contro le punture dei numerosi insetti che infestavano questi ambienti palustri;
- cappello a larghe tese, o un fazzoletto (a scelta), per ripararsi dal sole;
- pantaloncini o gonne.

Oggi il ruolo delle mondine viene svolto dai diserbanti. Inoltre le macchine denominate come "selezionatrici ottiche" munite di tecnologia infrarossa svolgono una totale selezione di tutte le tipologie di riso, permettendo l'eliminazione di tutti i difetti che il chicco in natura può presentare accanto ad altri risultanti perfetti. Una volta infatti il riso andava selezionato a mano eliminando i chicchi difettosi con notevole perdita di tempo.

## Rivendicazioni
Le condizioni di lavoro erano pessime: l'orario era pesante e la retribuzione delle donne era molto inferiore a quella degli uomini. Questo fece crescere il malcontento che, nei primi del '900, sfociò in agitazioni e tumulti. La principale rivendicazione, ben riassunta dalla canzone "Se otto ore vi sembran poche", movimento di diritti partito dall'iniziativa dell'avvocato vercellese Modesto Cugnolio (1863-1917), mirante a limitare ad otto ore la giornata lavorativa. La riforma riuscì ad ottenere risultati tra il 1906 e il 1909, quando interi Comuni del vercellese approvarono regolamenti che accoglievano le richieste. Inoltre, le mondine rischiavano numerose malattie a causa delle zanzare e delle sanguisughe, che infestavano le risaie.

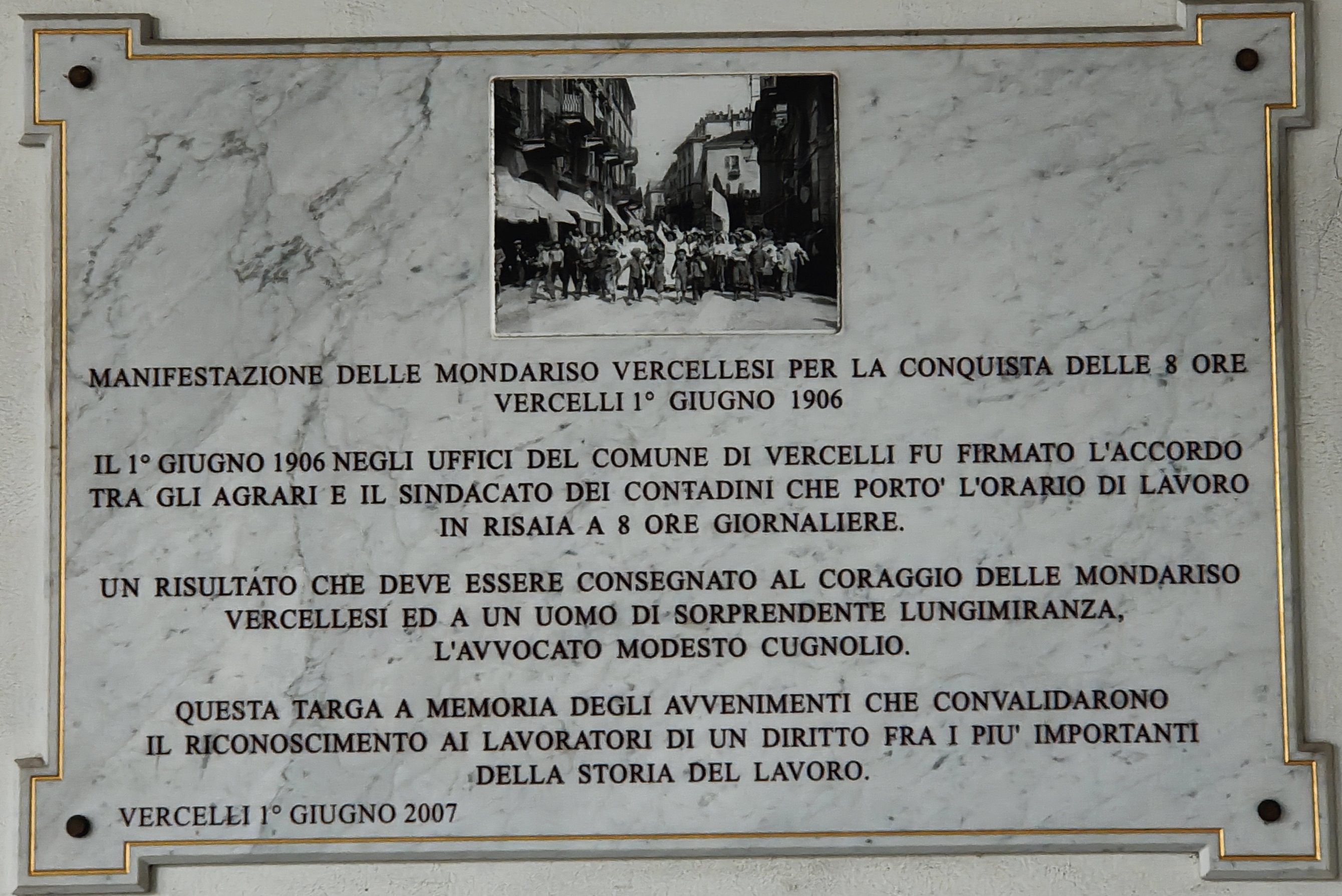
Targa marmorea con foto a ricordo della protesta vercellese delle mondariso del 1 giugno 1906 per ottenere 8 ore lavorative giornaliere

Le rivendicazioni comunque non furono confinate solo a quel lontano periodo. Anche durante la Resistenza ci furono richieste da parte delle mondine dell'Emilia Romagna. Un popolo costituito da donne operaie, madri, contadine, studentesse, insegnanti, provenienti da diverse estrazione sociali, costituiranno i primi comitati per la difesa della donna in un'epoca difficilissima, nel novembre del 1943. Molte donne entreranno nella clandestinità arruolandosi volontariamente come staffette partigiane. Come Irma Bandiera ("Mimma"): morirà per mano nazifascista il 14 agosto del 1944. Tutte donne coraggiose che nascondevano i clandestini e per la sopravvivenza dei propri figli pianificavano assalti ai depositi alimentari e organizzavano gli scioperi. Non costituiti da operai ma da mondine. In Emilia Romagna nell’aprile del 1944 nacquero i gruppi delle mondine per ottenere aumenti salariali e orari di lavoro più giusti. Provenivano dalle città di Medicina, Molinella, Baricella, Malalbergo San Pietro in Casale e Galliera.
Tutto iniziò nella cittadina di Medicina: ben 1200 mondine (19 e 20 maggio 1944) protestarono energicamente dando vita scioperi durati una settimana. Le richieste di queste lavoratrici agricole sebbene abituate a vite durissime, vertevano sull'aumento dei salari comprese richieste concrete e ben motivate: 4 kg. di riso al giorno, cibo, copertoni per biciclette (allora unico mezzo, già una fortuna possederne una) e abiti. Dall'altro lato il comportamento da parte dei "padroni", concessioni parzialmente ottenute ma giudicate ancora insufficienti. Dopo avere ottenuto quello che avevano richiesto le mondine tornarono nei campi. Lo sciopero iniziò ancora quando si seppe che una quindicina delle loro compagne erano state catturate. Quando furono liberate il lavoro nei campi riprese.
A Ravenna il 19 maggio 1944 ci fu un'altra rivolta che durò sino al 25 dello stesso mese. Alle mondine si unirono i braccianti.
Durante la rivolta una mondina fu uccisa dalla polizia a Molinella Maria Morgotti nata nel 1915, fu la prima delle sei vittime della manifestazione svoltasi nella frazione Marmorta dove si trovarono oltre 6000 fra braccianti e mondine provenienti dalle province di Bologna, dal ravennate e dal ferrarese.
Da queste rivendicazioni e scioperi nasceranno gli aumenti delle indennità dovute agli infortuni; al "caro-pane" e le prestazioni farmaceutiche ai loro familiari; il sussidio e l’indennità di disoccupazione a tutti i lavoratori agricoli. Scioperi nati ben oltre i primi del secolo: un periodo che va dal 1943 al 1949.

## Popolarità

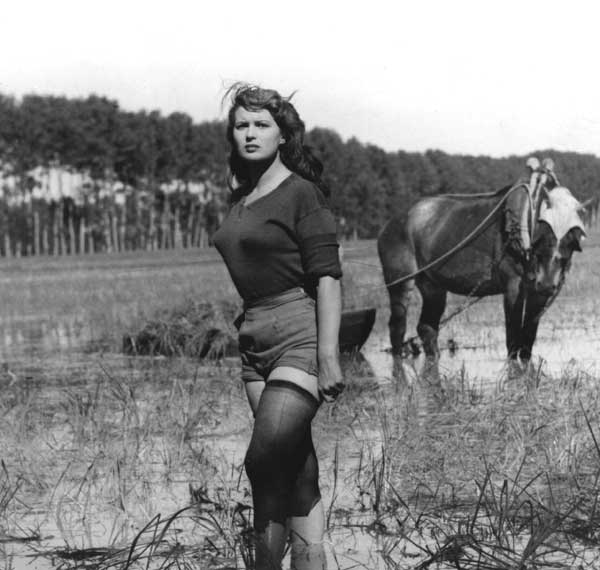
Silvana Mangano, che interpreta una mondina, in Riso amaro (1949)

Questo lavoro ha colpito l'immaginario popolare e ha ispirato molti canti popolari, oltre che opere letterarie e cinematografiche (come Riso amaro di Giuseppe De Santis del 1949 e La risaia di Raffaello Matarazzo del 1956).

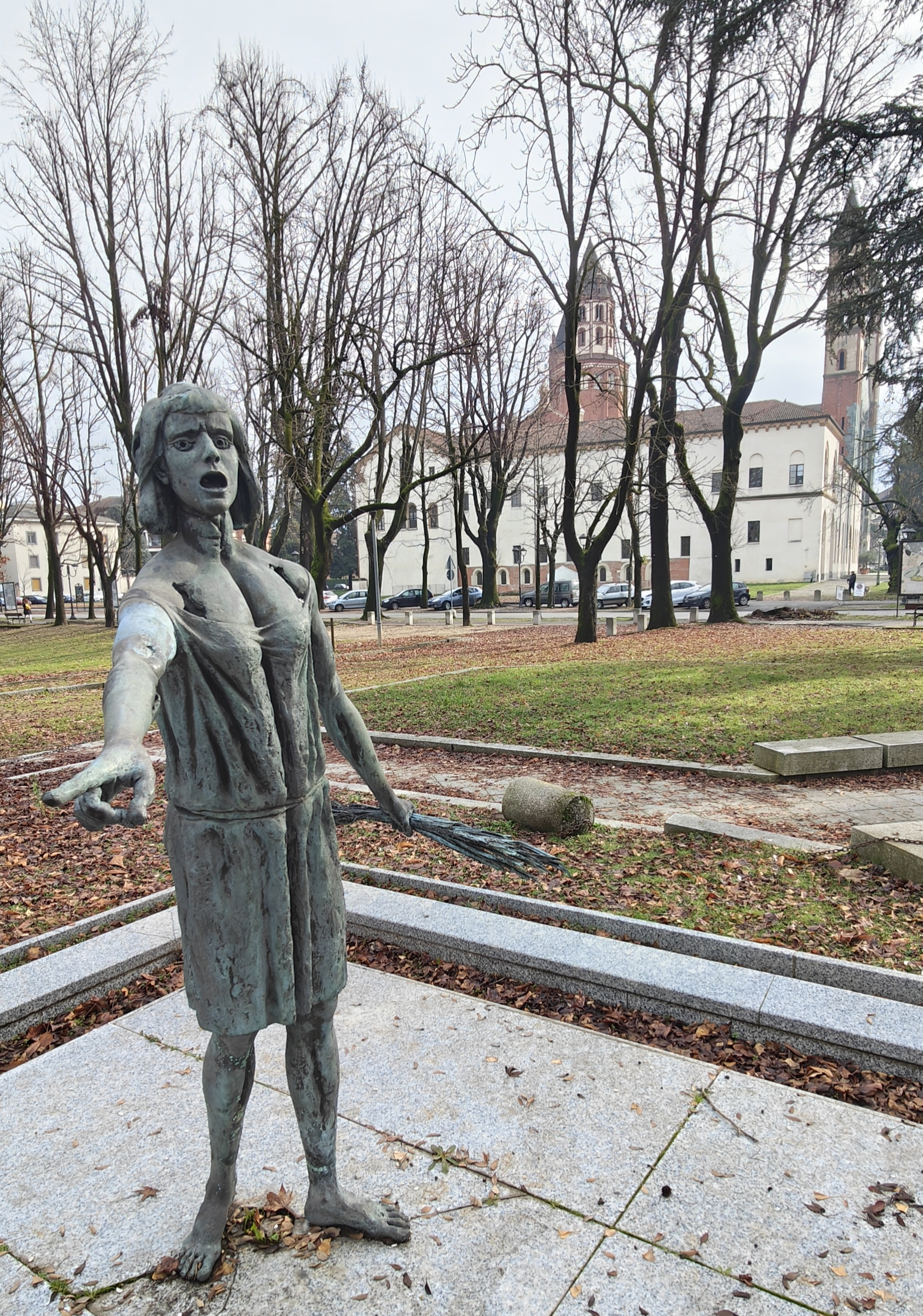
Omaggio vercellese alla Mondina: monumento di Agenore Fabbri (1984). Sullo sfondo la basilica di Sant'Andrea

(Saluteremo il Signor padrone, canto popolare poi inciso come singolo da Eugenio Finardi nel 1975)